# Imádlak utálni
Az Imádlak utálni (eredeti cím: Anyone but You) 2023-as amerikai romantikus filmvígjáték, amelyet Ilana Wolpert és Will Gluck forgatókönyvéből Gluck rendezett, William Shakespeare Sok hűhó semmiért című műve alapján. A főbb szerepekben Sydney Sweeney, Glen Powell, Alexandra Shipp, GaTa, Hadley Robinson, Michelle Hurd, Dermot Mulroney, Darren Barnet, Bryan Brown és Rachel Griffiths látható.
Az Amerikai Egyesült Államokban és Kanadában 2023. december 22-én mutatták be a mozikban. Magyarországon 2024. január 18-án jelent meg az InterCom Zrt. forgalmazásában. Általánosságban vegyes véleményeket kapott a kritikusoktól. Bevételi szempontból sikert aratott; a 25 milliós gyártási költségvetésből összesen 81 millió dolláros bevételt hozott.

## Cselekmény
Miközben egy kávézóban próbálja megszerezni a mosdó kulcsát, a Bostoni Egyetem joghallgatója, Bea találkozik a Goldman Sachs alkalmazottjával, Bennel. Azonnal kialakul a szimpátia, és együtt töltik a napot, végül Ben kanapéján alszanak el. A lány reggel úgy távozik, hogy nem ébreszti fel a férfit, de meggondolja magát, és visszatér a lakásba, csak hogy meghallja, ahogy a férfi sértegeti őt, miközben a barátjával, Pete-tel beszélget.
Bea és Ben hat hónapig nem látják egymást, és akkor találkoznak újra, amikor Bea húga, Halle, Pete húgával, Claudiával kezd randizni. Ők ketten fagyosan viszonyulnak egymáshoz, és mindketten a másikat hibáztatják a rosszul végződő randevújukért. Halle és Claudia később eljegyzik egymást, és esküvőt terveznek Sydneyben.
Bea, aki szakított vőlegényével, Jonathannal, és titokban otthagyta a jogi egyetemet, megdöbbenve tapasztalja, hogy Ben nemcsak ugyanazon az Ausztráliába tartó repülőn ül, mint ő, hanem mindketten Claudia és Pete szüleinél fognak lakni az esküvő előtti napokban. Bea és Ben egymás iránti megvetése kezdi frusztrálni a násznép többi tagját, amit Jonathan és Ben volt barátnője, Margaret megjelenése csak tetéz.
Miközben Bea szülei megpróbálják rávenni, hogy béküljön ki Jonathannal, a többi jelenlévő tervet eszel ki, hogy összehozzák Beát és Bent, hogy az esküvő zökkenőmentesen menjen végbe. Bea hamar átlátja a tervet, és megegyezik Bennel, hogy úgy tesznek, mintha együtt lennének, hogy ezzel egyrészt féltékennyé tegyék Margaretet, másrészt megakadályozzák, hogy Bea szülei arra ösztökéljék, hogy kibéküljön Jonathannal.
A kapcsolat eladására tett első erőfeszítések sikertelenek, egészen addig, amíg egy hajón tartott partin Bea és Ben együtt táncolnak, és eljátsszák a Titanic egyik jelenetét, aminek az a vége, hogy Bea a sydney-i kikötőbe zuhan. Ben Bea után ugrik, és beszélgetnek, miközben egy bóján várják a mentést. A lány elmondja neki, hogy visszalépett a jogi egyetemről, és megbeszélnek egy randevút, hogy megnézik a Sydney-i Operaházat. Visszatérnek a házba, és szexelnek, de Bea félvállról felveti, hogy az utóbbi időben tett cselekedetei mind hibák voltak, ami kiábrándítja Bent. A férfi az éjszaka folyamán elszökik, ami elkeseríti Beát.
Az esküvő reggelén Margaret áldását kéri Beára, hogy újra fellángoljanak a dolgok Bennel. Bea elfogadja, azt állítva, hogy csak helyzeti kapcsolatban volt vele. Egy Pete-tel folytatott beszélgetés során Ben közvetve elárulja Bea szüleinek, hogy Bea titokban otthagyta a jogi egyetemet, ami miatt Bea elárulva érzi magát.
Miután meghallja Halle és Claudia vitáját, Ben meggyőzi Beát, hogy az esküvő kedvéért tegyenek úgy, mintha kibékülnének. A szertartás zökkenőmentesen zajlik, de a fogadáson meglátja, hogy Margaret megcsókolja Bent, és sírva távozik az Operaház felé. Ben azonban visszautasítja Margaretet, és azt mondja, hogy már nem érez iránta semmit, mivel tévesen ragadt rá egy emlék. A násznép meggyőzi, hogy keresse meg Beát, ezért leugrik a közeli szikláról a Csendes-óceánba, majd ráveszi az őt kimentő mentőhelikoptert, hogy repüljön vele az Operaházba.
Ben bocsánatot kér Beától, és elmondja, hogy azért ment el, mert attól félt, hogy kapcsolatukból újabb megbánás lesz. Kibékülnek, és párként térnek vissza a fogadásra, ahol Halle és Claudia elárulják, hogy a veszekedésük egy újabb csel volt, hogy Beát és Bent egymás felé tereljék. Közben Jonathan és Margaret összejönnek.

## Szereplők
| Szerep   | Színész          | Magyar hang          |
| -------- | ---------------- | -------------------- |
| Bea      | Sydney Sweeney   | Podlovics Laura      |
| Ben      | Glen Powell      | Hajdu Tibor          |
| Claudia  | Alexandra Shipp  | Staub Viktória       |
| Pete     | GaTa             | Gacsal Ádám          |
| Halle    | Hadley Robinson  | Urbán-Szabó Fanni    |
| Carol    | Michelle Hurd    | Nagy-Kálózy Eszter   |
| Leo      | Dermot Mulroney  | Szabó Sipos Barnabás |
| Jonathan | Darren Barnet    | Nikas Dániel         |
| Innie    | Rachel Griffiths | Bertalan Ágnes       |
| Roger    | Bryan Brown      | Hirtling István      |
| Becca    | Andrea Savage    | Bertalan Ágnes       |
| Margaret | Charlee Fraser   | Nagy Blanka          |
| Beau     | Joe Davidson     | Kádár-Szabó Bence    |

### Magyar változat
- Bemondó: Galambos Péter
- Magyar szöveg: Tóth Tamás
- Hangmérnök: Tóth Péter Ákos
- Vágó: Sári-Szemerédi Gabriella
- Gyártásvezető: Kincses Tamás
- Szinkronrendező: Dóczi Orsolya
- Produkciós vezető: Hagen Péter

A szinkront a Mafilm Audio Kft. készítette el.

## A film készítése
2023 januárjában jelentették be, hogy Sydney Sweeney és Glen Powell lesz a főszereplője az akkor még cím nélküli filmnek, amelyet Will Gluck fog rendezni. 2023 februárjában Alexandra Shipp, Michelle Hurd, Bryan Brown, Darren Barnet és Hadley Robinson csatlakozott a szereplőgárdához, a következő hónapban pedig Dermot Mulroney, Rachel Griffiths és GaTa csatlakozását jelentették be.
A forgatás 2023 februárjában kezdődött Új-Dél-Walesben, 2023 márciusában pedig Sydneyben forgattak. A forgatás során egy mentőhelikopteres jelenet majdnem balul sült el mechanikai problémák miatt, ami kényszerleszállást igényelt. A The Tonight Show Starring Jimmy Fallon című műsorában adott interjúban Sweeney elárult egy másik incidenst, ami a forgatás során történt; a pókos jelenet forgatása közben a kiképzett vadászpók, amit használtak, valóban megharapta őt.

## Díjak és jelölések
| Év   | Díj                    | Kategória                              | Jelölt(ek)     | Eredmény | Forrás |
| ---- | ---------------------- | -------------------------------------- | -------------- | -------- | ------ |
| 2024 | People's Choice Awards | Az év filmvígjátéka                    | Imádlak utálni | Függőben | [ 15 ] |
| 2024 | People's Choice Awards | Az év filmvígjáték sztárja             | Sydney Sweeney | Függőben | [ 15 ] |
| 2024 | People's Choice Awards | Az év filmvígjáték sztárja             | Glen Powell    | Függőben | [ 15 ] |
| 2024 | GLAAD Media Awards     | Kiemelkedő film – Széles körű bemutató | Imádlak utálni | Függőben | [ 16 ] |

## Fordítás
- Ez a szócikk részben vagy egészben  az   Anyone but You című angol Wikipédia-szócikk fordításán alapul.  Az eredeti cikk szerkesztőit annak laptörténete sorolja fel. Ez a jelzés csupán a megfogalmazás eredetét és a szerzői jogokat jelzi, nem szolgál a cikkben szereplő információk forrásmegjelöléseként.